# 伊東大輔 (タレント)
伊東 大輔（いとう だいすけ）は、日本のタレント及び実業家である。バスケはアクセサリーというほどバスケ好き

## 人物
東京都港区生まれ、慶應義塾大学経済学部卒業、法科大学院在学中。血液型はO型

現在は実業家も兼ねている。

## 出演

### テレビ番組
- DJモノフェスタ番組（ケイトルーパー、モデル） 2012〜2014年3月
- さんま&くりぃむの芸能界(秘)個人情報グランプリ（おぐねぇさん役）2012年5月
- 所さんの目がテン（2013年2月下旬放送）
- 1番ソングSHOW（有名人の思い出ソング、EXILEタカヒロさん役）
- ストライクTV（若者の一人暮らし編、独身男役）
- 美男塾モテノミクス（美白男子役）

2013年
- 世界一受けたい授業（2013年7月、ダイエット男子役）
- さんま&くりぃむの芸能界(秘)個人情報グランプリ（2013年10月、やしろ優さん彼氏役）
- 今、この顔がスゴい!（2013年12月放送、石田純一さん役再現、クリスマス編）

2014年
- ウルトラマンDASH!!（2014年元旦、決して笑わない日テレ社員役）
- 櫻井有吉アブナイ夜会 溝端淳平さん役（2014年11月29日）

2016年
- 爆笑キャラパレード

(2016年4月2日、TKO木下さんの彼氏役)

2017年
- 心霊スポット編  2017.6

2018年
- 東京カレンダー  港区おじさん  73話   合コン相手役  2018年

骨盤スリム 通販番組
・グッディ  SUNTORY プレミアム・モルツ 神泡   広告
・江戸モアゼル　4話　中野亮平役
・爆報フライデー　携帯ミステリー　
　同僚役　サブキャスト
・世界仰天ニュース　世界一食べる秘書
　同僚役　サブキャスト
・東京コンフィデンシャル4 1話　常連客役
・絶対Lになる世界　vs 絶対Lになりたくない男　1話
　劇中劇のカップル役メイン
・文豪少年　1話
法務教官役
・BS朝日 つながる絵本  76話　サラリーマン役
・和菓子男子　22話、23話　メイン
・富田卓監督　斬～ざん～　ショートフィルム
秘書役

### CM
- ケンタッキー ヤミツキチキン編（お客さん役）
- 聖教新聞 （2つのありがとう編、彼氏＆新郎役）
- ピーチ・ジョン （小嶋陽菜さんワークブラ編、カメラマン役）
- い・ろ・は・す （リサイクルアートプロジェクト編）
- ヘパリーゼ （帰りましょう編、お客さん役）
- VEAM （2013年10月〜カップル編、彼氏役）
- 黒猫と魔法使いのウィズ （ユーザーのサラリーマン役）
- GIBSON×ONKYO×TEAC コラボ （2014年夏〜カップル役）
- カラダに万田酵素 （2014年メイン）

2015年
- マニュライフ生命webCM(2015年1月～カップル役、未来自販機編)
- DOCOMOヘルスケアwebCM(

彼氏役
- IIJ  CM

「もしもインターネットがなかったら」編　社員役
2016年
- 中外製薬 webCM  患者応援ムービー　看護師の翔太役
- テイクアンドギブニーズCM(手紙編、新郎役)
- AK racing PV  (クリエイティブに生きる全ての人たちへ編、若手クリエーター役)
- ABF for location PV （社員役）
- 銀座シライシ webCM（彼氏役）

2017年
- サンクスギフト婚CM(兄弟編、息子役)
- サンリオビューロランドCM(誕生日編、父親役)
- パラドゥ CM(視線編、メイン)
- ダイエープロビスCM

(選手役、サブキャスト)
- Google developper story CM  (Liful home 編、彼氏役)  2017
- 江戸川区花火大会 2017 PR CM  メイン役
- Sony xperia  XZ1 CM  a new world編  友人役
- francfranc CM クリスマス編 2017 夫役
- ミヤケン CM 日々の彩りをあなたに編   大学生＆夫役  2017年
- Cybozu CM 会議編   同僚役  2017年
- 大田区SPOOTA ムービー  2018年
- Hailey's  5 cafe webCM  プロジェクトメンバー役

2018年
- kirin  零ichi  ヨークベニマル編  店員役  2018年度
- IIJ  インターネットは音が奏でる編  キャスト
- ダイワボウ  cisco spark PV  メイン社員役
- 丸和住宅  CM  家族×団らん編  父親役 2018

2019年
丸和住宅  家族団らん編  CM 父親役　2019
・USJ  CM  期間限定パス  サブキャスト　2019年5月～
・DMM 英会話(メインビジネスマン役) 2019年9月～
・SUNTORY プレミアム・モルツ 神泡  広告&インタビュー  2019年7月～
・オーネット PV メイン  2019年9月～
・phone APPLY 「thanks go」編 メインビジネスマン役
2019年 10月～
・リスクモンスターCM   2019年　the レンタル  メイン
・ぽちびり youtubeコラボ 浮気調査 彼氏役
・あつしの部屋  youtube 人狼ゲーム
・papaレンジャー イエロー役
・めぐりっつ  六本木飲食店応援ムービー
2020年、2021年
・AXES CM 　アクジョ編　合コン相手役サブキャスト　　2020年
・tictok CM 編　夫役　メイン　2021年
・足利銀行　CM 夫役　メイン　2021年
・お台場PR CM(臨海副都心まちづくり協議会)　2021年
　カップル役　メイン
・キッチンエッグス　PV 　彼氏役　2021年
・パラマウントベッド　アクティブスリープ　
サラリーマン役　2021年

### VP
- 青汁VP（2011年11月）
- 第一興商企業向けVP

### スチール
- 富士山ブック 2010（登山靴ホーキング、カップル役）
- 映画ぴあ（2011年5月号）
- BMO夢手帳モデル
- R25トマッシュモデル（2011年11月7日号）
- city living 氷結モデル表紙（2012年4月6日号）
- 尚美学園大学オープンキャンパスモデル（2012年）
- 夜デートナビ（2012夏、横浜特集カップル役）
- エイジェック求人広告モデル（2013年〜）
- 介護会社アミカ求人広告モデル（2012年〜）
- 東急スポーツクラブoasisモデル（2013年7月〜）
- ホットペッパービューティーwebヘアモデル（2014年夏〜）
- 東京walker（2014年1月21日、温泉特集、カップル役）
- 理容文化3月号、ヘアモデル（2014年）
- シングルズBAR GREEN広告モデル（2014年2月10日〜4月30日）
- 東京ウォーカー（2014年4月14日、方南町特集、カップル役）
- 安田屋企業モデル（2014年5月1日〜）
- 東京walker（2014年9月21日号横須賀特集）
- アンバサダーホテル、両家顔合わせ新郎役（2014年10月〜）
- 東京walker（2014年11月11日号、餃子合コン）
- 軽キャンプfan表紙モデル（2014年11月28日発売、2人旅）
- 軽キャンプファン雑誌表紙 vol.18
- 東京ウォーカー 2015年3月17日発売
栃木特集
- 神奈川ウォーカー 2015年3月13日発売
センター南特集vol.1
- 横浜ウォーカー 2015年3月20日発売
センター南特集vol.2
- 横浜ウォーカー 2015年4月20日発売
センター南特集vol.3
- 東京ウォーカー 2015年4月14日発売
荻窪スーパー銭湯特集
- いいものプレミアム 4月28日11時〜、光脱毛器モデル
- ドン・キホーテ、企業向けパンフレット
- 資生堂、パーティモデル
- サンリオピューロランド HP(父親役) 2016～2018
- 春ウォーカー(2016年2月16日発売、マザー牧場)
- 東京ウォーカー(2016年3月19日発売、原宿池袋特集)
- 東京ウォーカー(2016年4月20日発売、BBQ特集)
- 秋ウォーカー(2016年8月発売予定)
- 究極のコクキレ

ポスター(2016年6月～AEONにて)
- ぴあ、東大島撮影(2016年12月下旬発売)
- Facebookマッチングアプリ Omiai  広告モデル

2016年6月～2017年6月
- HONDA フリード ポスター (カップル役、2016年8月～2017年8月)
- 軽＆キャンピングカー2017

6月28日発売  カップル役
- 秋ウォーカー 2017年8月発売

河口湖特集 カップル役
- キャンピングカーマガジン

2017年9月  カップル役
- 大田区spootaモデル 2018年9月～
- ヒューリッドパッカードモデル(HP) 2019年1月～

・夏ウォーカー 2019  BBQモデル
・SUNTORY プレミアム・モルツ 神泡  広告
・ひよこくらぶ　カップル役
・八景島シーパラダイス　カップル役